# Love You like a Love Song
Love You like a Love Song è un singolo del gruppo musicale statunitense Selena Gomez & the Scene, pubblicato il 21 giugno 2011 come secondo singolo estratto dal terzo album in studio When the Sun Goes Down.
Esso è accompagnato da un video musicale che è stato mostrato per la prima volta al pubblico il 24 giugno su YouTube e Vevo. Girato a Los Angeles, è ambientato su cinque set diversi (un locale, una spiaggia, uno sfondo fatto al computer, un paradiso, e un campo d'erba fucsia). Il video è uno di quelli che hanno ottenuto la certificazione Vevo.
Love You like a Love Song si è aggiudicato il premio come miglior canzone d'amore del 2011 ai Teen Choice Awards ed è stato certificato quattro volte disco di platino negli Stati Uniti vendendo più di 4 milioni di copie.
La canzone è stata inserita tra i brani del videogioco Just Dance 4.

## Tracce
1. Love You like a Love Song – 3:09

## Classifiche

### Classifiche settimanali
| Classifica (2011) | Posizione massima |
| ----------------- | ----------------- |
| Australia         | 48                |
| Belgio (Fiandre)  | 15                |
| Belgio (Vallonia) | 64                |
| Canada            | 10                |
| Danimarca         | 31                |
| Francia           | 57                |
| Irlanda           | 49                |
| Norvegia          | 14                |
| Nuova Zelanda     | 21                |
| Regno Unito       | 58                |
| Repubblica Ceca   | 13                |
| Russia            | 1                 |
| Slovacchia        | 3                 |
| Spagna            | 41                |
| Stati Uniti       | 22                |
| Svezia            | 41                |
| Ungheria          | 2                 |

### Classifiche di fine anno
| Classifica (2011) | Posizione |
| ----------------- | --------- |
| Belgio (Fiandre)  | 89        |
| Canada            | 48        |
| Ungheria          | 35        |
| Classifica (2012) | Posizione |
| Russia            | 4         |
| Classifica (2024) | Posizione |
| Kazakistan        | 33        |